# Rivatex
Le Rivatex est un club kenyan de football basé à Eldoret.

## Palmarès
- Coupe du Kenya (2)
  - Vainqueur : 1990 et 1995